# Mooresville (Misisipi)
Mooresville es un lugar designado por el censo ubicado en el condado de Lee en el estado estadounidense de Misisipi. En el año 2010 tenía una población de 650 habitantes.

## Geografía
Mooresville se encuentra ubicado en las coordenadas 34°15′58.7″N 88°34′36.94″O / 34.266306, -88.5769278.